# فراریانا
فراریانا (به لاتین: Farariana) یک منطقهٔ مسکونی در ماداگاسکار است که در مانجاکاندریانا (بخش) واقع شده‌است.
 فراریانا  ۳۰۰ نفر جمعیت دارد و ۱٬۳۶۲ متر بالاتر از سطح دریا واقع شده‌است.